# Tommaso Caputo
Tommaso Caputo (* 17. října 1950 Afragola) je italský římskokatolický duchovní, arcibiskup prelát Pompejí a bývalý diplomat.

## Život
Narodil se 17. října 1950 v Afragole.
Vstoupil do kněžského semináře v Neapoli. Teologické a filosofické vzdělání získal na Papežské teologické fakultě Jižní Itálie. Dne 10. dubna 1974 byl kardinálem Corradem Ursim vysvěcen na kněze. Pokračoval ve studiu kanonického práva na Papežské lateránské univerzitě a diplomacie na Papežské církevní akademii.
Dne 25. března 1980 vstoupil do diplomatických služeb Svatého stolce. Působil na apoštolských nunciaturách ve Rwandě, na Filipínách a ve Venezuele. Roku 1989 přešel do Státního sekretariátu. Dne 19. června 1993 byl jmenován hlavou protokolu Státního sekretariátu a 26. června mu byl udělen titul Prelát Jeho Svatosti.
Dne 3. září 2007 jej papež Benedikt XVI. jmenoval apoštolským nunciem v Libyi a na Maltě s udělením titulu titulárního arcibiskupa z Otricoli. Biskupské svěcení přijal 29. září z rukou papeže a spolusvětiteli byli kardinálové Tarcisio Bertone a Marian Jaworski. Dne 10. listopadu 2012 byl ustanoven arcibiskupem-prelátem Pompejí a papežským delegátem Svatyně Panny Marie Růžencové.
V září 2019 se stal asesorem Rytířského řádu Božího hrobu jeruzalémského.